# Arylgrupp

En fenylgrupp är den enklaste arylgruppen, här bunden till en "R" -grupp.

En arylgrupp är en godtycklig aromatisk funktionell grupp. I kemiska strukturer förkortas den ibland Ar. Den enklaste arylgruppen är fenyl (C6H5-). Ett exempel på en substituerad arylgrupp är tolylgruppen (CH3-C6H5-) från toluen. Arylgrupper kan även vara heterocykliska exempelvis pyridyl (C5H4N-) från pyridin. Bensylgruppen är ingen arylgrupp, då denna grupp får betraktas som en fenylsubstituerad metylgrupp alltså en alkylgrupp.